# Ingeborga Duńska
Ingeborga Duńska, fr. Ingeborg, Isambour, Ingeburge, Ingelburge, lub Isemburge de Danemark (ur. 1175 − 29 lipca 1236, w Corbeil) − córka Waldemara I Wielkiego – króla Danii, i Zofii Mińskiej, siostra króla Kanuta VI i króla Waldemara II. Królowa Francji jako druga żona Filipa II Augusta.
Ślub Ingeborgi i Filipa miał miejsce 15 sierpnia 1193. Filip był wdowcem, jego pierwsza żona − Izabella z Hainaut zmarła w 1190. Z nieustalonych powodów dzień po ślubie Filip nagle nabrał „obrzydzenia” do Ingeborgi. Król odmówił koronowania żony i postanowił natychmiast się rozwieść. 5 listopada 1193 specjalna rada zwołana w Compiègne, zgodziła się na przeprowadzenie rozwodu.
Ingeborga sprzeciwiła się tej decyzji, więc Filip zamknął ją w klasztorze Saint-Maur-des-Fossés i wystąpił do papieża o anulowanie małżeństwa z powodu jego nieskonsumowania i zbyt bliskiego pokrewieństwa małżonków. Ingeborga jednak utrzymywała, że do konsumpcji doszło, a Duńczycy przygotowali dokładny wykaz genealogiczny zawarty w Genealogia Regum Danorum, dlatego papież Celestyn III, a później i Innocenty III nie przychylili się do prośby króla. Filip nie przejął się tym i w czerwcu 1196 poślubił Agnieszkę z Meran. Kościół nie uznał tego małżeństwa, król Francji został ekskomunikowany − w grudniu 1199. Filip opierał się przez 9 miesięcy. W końcu gdy zaczęły się niepokoje wśród ludu i możnych, odesłał Agnieszkę. Ekskomunika została uchylona we wrześniu 1200, jednak Ingeborga nadal była więziona – przeniesiono ją do zamku w Étampes. Do ostatecznego pogodzenia się żony i męża papież doprowadził dopiero w 13 lat później, w 1213 − Filip zamierzał zagarnąć dla siebie koronę Anglii i potrzebował poparcia Danii. Od tego czasu Ingeborga spędziła większość życia w klasztorze, w Saint-Jean-de-l’Ile − który zresztą ufundowała. Znajdował się on blisko Corbeil, Essonne.
Ingeborga zmarła w 1236, przeżyła swojego męża o ponad 14 lat.